# Vícesměrka

Osmisměrka

Vícesměrka je luštitelská úloha spočívající v hledání a vyškrtávání slov (v hádankářské terminologii tzv. „výrazů“) v obrazci.
Nejčastějším typem vícesměrky je osmisměrka, kdy výrazy se v obrazci vyškrtávají v osmi směrech (vodorovně zleva doprava i zprava doleva, svisle shora dolů i zdola nahoru a diagonálně ve čtyřech směrech). Méně často se lze setkat i se čtyřsměrkami, šestisměrkami nebo šestnáctisměrkami[zdroj⁠?!].

## Součásti vícesměrky

### Obrazec
Obrazcem vícesměrky bývá nejčastěji obdélník. Používají se i tzv. figurální obrazce, typicky pokud mají nějakou souvislost s tajenkou (obrazec ve tvaru láhve, tajenkou je pointa vtipu o alkoholu) nebo oblastí vyškrtávaných výrazů (obrazec ve tvaru hradu, vyškrtávají se názvy hradů, tajenkou je název dalšího hradu).

### Vyhledávané výrazy
Vyhledávané výrazy bývají nejčastěji uvedeny abecedně seřazeným výčtem vedle obrazce nebo obrázkovou legendou, méně častá bývá hádankářská nebo kvízová legenda, možné je uvést i jen souhrnnou informaci o vyhledávaných výrazech („pětipísmenná podstatná jména“, „názvy českých hradů“ apod.).

### Tajenka
Cílem každé luštitelské úlohy je nalezení tajenky. Ve vícesměrkách ji nejčastěji tvoří nevyškrtaná písmena v obrazci, u tzv. doplňovacích vícesměrek písmena v prázdných vyznačených polích obrazce. Ve specializovaných časopisech lze nalézt i složitější umístění tajenky („tajenku tvoří písmena, která byla v obrazci zaměněna za písmeno S“, „po vyškrtání všech výrazů dosaďte na místa počátečních písmen výrazů po řádcích tuto řadu písmen (…), po sloupcích pak přečtete tajenku“ apod.).